# Joachim Kuch
Joachim Kuch (* 1961) ist ein deutscher Sachbuchautor.
Kuchs Fachgebiet sind japanische Motorräder und Automobile und er soll nach Aussage des Verlags auf diesem Gebiet zu den profiliertesten Autoren gehören.
Kuch arbeitet derzeit bei den Paul-Pietsch-Verlagen, u. a. an der Sachbuchreihe Jetzt helfe ich mir selbst.

## Veröffentlichungen (Auswahl)
- Japanische Automobile. Stuttgart 1990.
- Deutsche Cabriolets seit 1945, Stuttgart 1992.
- Autos die Geschichte machten – Nissan, Stuttgart 1993,
- Suzuki, Stuttgart 1994.
- Honda, Stuttgart 1998.
- Yamaha, Stuttgart 1999.
- Kawasaki, Stuttgart 2000.
- Autos aus Japan, Stuttgart 2000.
- Toyota, Stuttgart 2001 (4. Auflage 2012).
- VW Golf I, Stuttgart 2003.
- Ford in Deutschland, Stuttgart 2003.
- Nissan, Stuttgart 2005.
- Mazda, Stuttgart 2008.
- Mazda seit 1920, Stuttgart 2012.
- VW Personenwagen, Stuttgart 2014.
- Typenkompass Volkswagen, Stuttgart 2016.
- Kult-Karren – Unsere Autos der 60er, 70er und 80er, Stuttgart 2017, ISBN 978-3-613-03958-2.